# 차오양구 (창춘시)

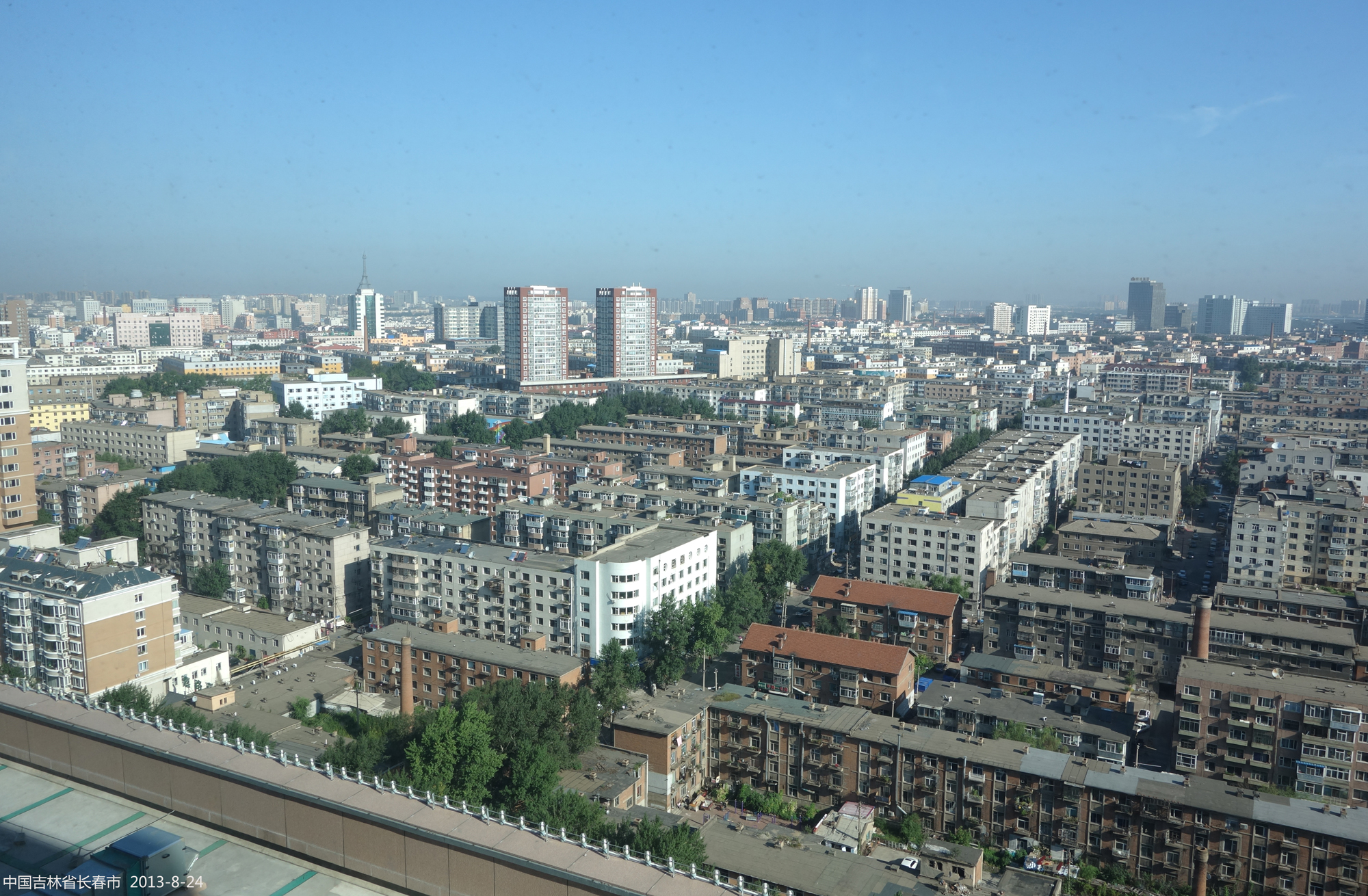

차오양구(한국어: 조양구, 중국어: 朝阳区, 병음: Cháoyáng Qū)는 중화인민공화국 지린성 창춘시의 행정구역이다. 넓이는 379km2이고, 인구는 2007년 기준으로 760,000명이다.

## 행정 구역
11개 가도, 2개 진, 2개 향을 관할한다.
- 가도: 南湖街道, 红旗街道, 孟家街道, 白菊街道, 建设街道, 永昌街道, 重庆街道, 桂林街道, 宽平街道, 湖西街道, 清和街道.
- 진: 大屯镇, 乐山镇.
- 향: 双德乡, 永春乡.